# 海猿
《海猿》（日语：うみざる）是由小森陽一取材、佐藤秀峰繪製的日本漫畫作品，由小學館出版。內容環繞任職於日本海上保安廳的主角海上保安官仙崎大輔在工作生涯中的故事。後來改編為電視劇和電影。

## 登場人物
仙崎 大輔
初登場時（第1話）19歳。ながれ航海士補。
浦部 美晴
初登場時（第1話）22歳。毎朝新聞社記者。
勝田 孝太郎
初登場時（第1話）45歳。ながれ船長。
佐伯 道夫
初登場時（第1話）41歳。ながれ航海長。
池澤 真樹
初登場時（第1話）30歳。ながれ航海士・潜水士→之後因故殉職。
三池 健児
初登場時（第1話）24歳。ながれ通信士補。
酒井 直人
初登場時（名前は第2話）?歳。シーホーク機長。
汪 美花
鳳来での密航者の1人。
藤堂
第七管区海上保安本部福岡海上保安部警備課所属警備専門官。
ナム・ワンチャイ
ベトナム人運び屋。木材運搬船マイルス号で拳銃を密輸
原子
福岡県警察本部の警察官。ナムに対する警備中の仙崎を不審者として逮捕。警察官にはあるまじき服装をしている。
峯村
第七管区海上保安本部福岡海上保安部警備課課長。

## 出版書籍
| 卷數 | 小學館        | 小學館             | 東立出版社     | 東立出版社         |
| 卷數 | 發售日期      | ISBN               | 發售日期       | ISBN               |
| ---- | ------------- | ------------------ | -------------- | ------------------ |
| 1    | 1999年5月1日  | ISBN 4-09-152361-7 | 2000年3月5日   | ISBN 957-34-9078-1 |
| 2    | 1999年7月5日  | ISBN 4-09-152362-5 | 2000年5月5日   | ISBN 957-34-9079-X |
| 3    | 1999年10月5日 | ISBN 4-09-152363-3 | 2000年5月25日  | ISBN 957-34-9714-X |
| 4    | 2000年1月11日 | ISBN 4-09-152364-1 | 2000年6月25日  | ISBN 957-34-9715-8 |
| 5    | 2000年4月5日  | ISBN 4-09-152365-X | 2000年7月30日  | ISBN 957-34-9818-9 |
| 6    | 2000年6月5日  | ISBN 4-09-152366-8 | 2000年11月23日 | ISBN 957-34-9819-7 |
| 7    | 2000年9月5日  | ISBN 4-09-152367-6 | 2000年12月31日 | ISBN 957-73-1468-6 |
| 8    | 2000年12月5日 | ISBN 4-09-152368-4 | 2001年5月2日   | ISBN 957-699-095-5 |
| 9    | 2001年2月5日  | ISBN 4-09-152369-2 | 2001年7月11日  | ISBN 957-699-096-3 |
| 10   | 2001年5月1日  | ISBN 4-09-152370-6 | 2001年11月5日  | ISBN 957-699-870-0 |
| 11   | 2001年8月4日  | ISBN 4-09-152611-X | 2001年12月6日  | ISBN 986-11-0142-X |
| 12   | 2001年9月5日  | ISBN 4-09-152612-8 | 2002年2月5日   | ISBN 986-11-0228-0 |

| 卷數 | 小學館        | 小學館             |
| 卷數 | 發售日期      | ISBN               |
| ---- | ------------- | ------------------ |
| 1    | 2006年4月15日 | ISBN 4-09-193671-7 |
| 2    | 2006年4月15日 | ISBN 4-09-193672-5 |
| 3    | 2006年4月15日 | ISBN 4-09-193673-3 |
| 4    | 2006年5月13日 | ISBN 4-09-193674-1 |
| 5    | 2006年5月13日 | ISBN 4-09-193675-X |

### 相關書籍
電影改編小說
- LIMIT OF LOVE 海猿（原作／佐藤秀峰 著／百瀬しのぶ）

2006年4月6日發售、ISBN 4-09-408080-5
- 海猿（著／橋口いくよ 原作／佐藤秀峰）

2010年8月5日發售、ISBN 978-4-09-230607-3
- 海猿（著／大石直紀 原作／佐藤秀峰 原案、取材／小森陽一）

2012年6月6日發售、ISBN 978-4-09-408731-4

## 電視劇（NHK）
ハイビジョンサスペンス「海猿1・2」
- 播映日期：2002年7月13日・2003年8月18日
- 劇本：長谷川康夫（日语：長谷川康夫）
- 演出：星田良子（日语：星田良子）
- 制作：大映テレビ（日语：大映テレビ）、NHKエンタープライズ21

### 演員
| - 仙崎大輔：国分太一（TOKIO） - 浦部美晴：永作博美 - 池澤直樹：杉本哲太 - 野島伸也：小橋賢兒 - 八重樫デスク：田山涼成 | - 桜井武彦：笘篠和馬 - 佐伯：島英臣 - 峯村：西田聖志郎 - 仙崎守：加藤剛 - 有馬久枝：菅井琴 |

## 電影《海猿》
第一輯的《海猿》以電影版登場，於2004年上映，票房高達十七億日元。   

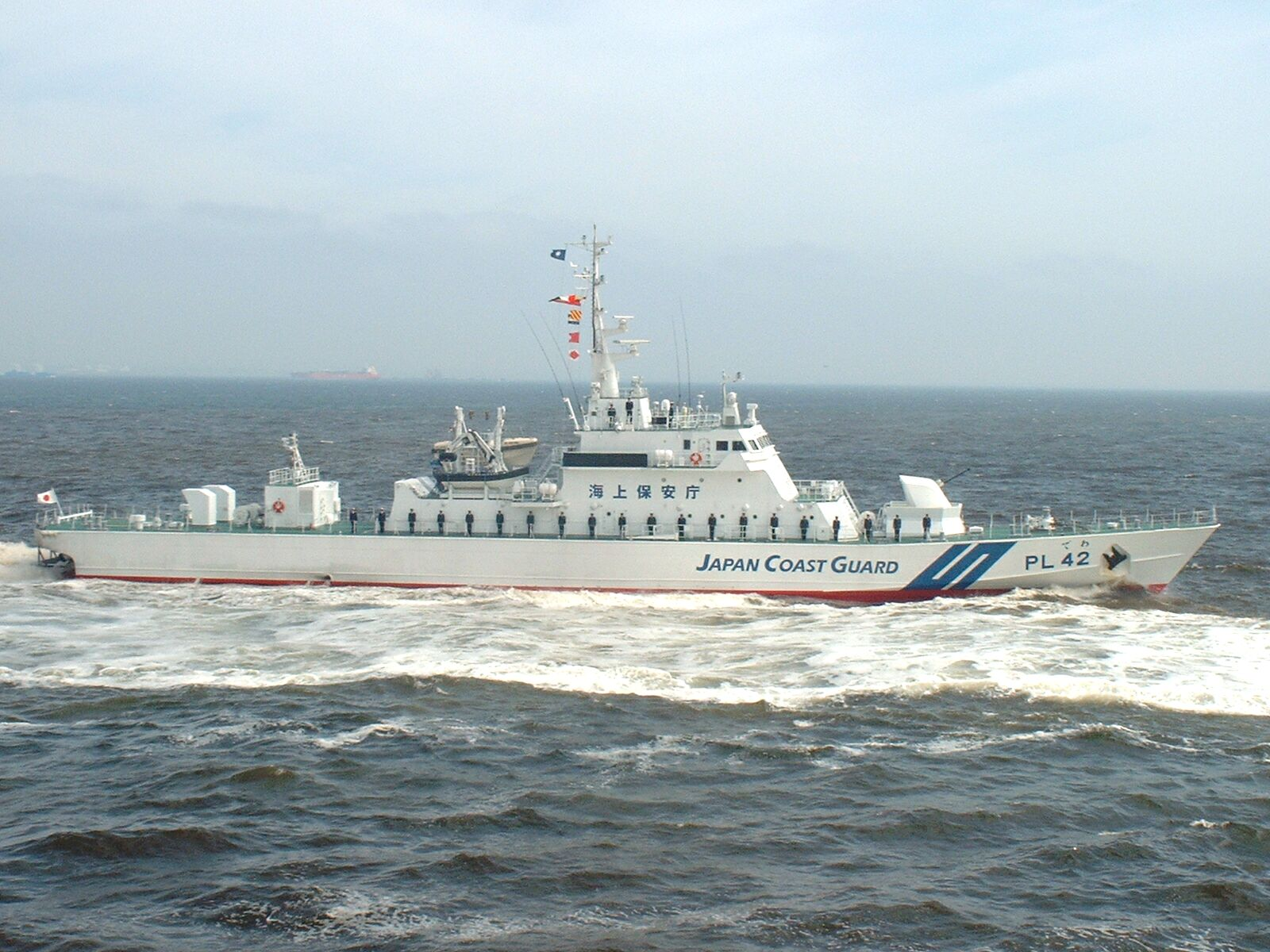
拍攝用的PL42號船

### 故事簡介
仙崎大輔本為減肥食品推銷員，因喜歡大海，於是加入日本海上保安廳。為了能在海難最前線工作，於是在廣島吳市海上保安大學校接受為期50天的海上保安官潛水士訓練課程，正式踏入海猿的生涯。在這50天，仙崎與其他部門派出的人選一同接受各種訓練，並與工藤始成為拍檔。當然，因仙崎已有潛水資格，對此感到輕而易舉；但工藤則是比較遜色的隊員，更連累仙崎成為當時成績最差的拍檔。這雖令仙崎不時感到氣憤，卻也令他明白到作為潛水士要與拍檔連成一體。一次私自救人的意外，令工藤失去性命，亦導致仙崎失去第一位拍檔。仙崎因失去工藤這位拍擋而深受打擊，並且對潛水產生恐懼，萌生退出海上保安廳的念頭。原教官為了仙崎振作，刻意安排與他想法十分不同且是訓練勁敵的三島優二一隊。一次海上訓練，更將他們與死亡拉近。
仙崎於訓練小休外出期間，遇上醉酒鬧事，住在訓練學校附近的伊沢環菜......

### 演員
| - 伊藤英明 飾 仙崎大輔（香港配音：雷霆） - 加藤愛 飾 伊澤環菜（香港配音：張頌欣） - 海東健 飾 三島優二（香港配音：陳廷軒） - 伊藤淳史 飾 工藤始（香港配音：李錦綸） - 香里奈 飾 松原繪里加（香港配音：程文意） - 藤龍也 飾 源太郎（香港配音：陳曙光） | - 村田充 飾 川口淳（香港配音：劉昭文） - 深水元基 飾 土屋誠（香港配音：黃榮璋） - 田中聰元 飾 野村榮司（香港配音：陳卓智） - 古畑勝隆 飾 八重樫裕太（香港配音：李致林） - 田中哲司 飾 板東茂 |

## 《海猿 Evolution》（電視劇）
緊接着電影版，有電視劇《海猿 Evolution》(Umizaru Evolution)，於2005年播映。   

### 故事簡介
仙崎大輔完成訓練課程，及格後雖然成為潛水員，但仍未能擔任救人工作。1年後終於，他得償所願調往橫濱第三管區水流號巡視船（日文譯音：Nagare）擔任潛水士（一等海上保安士，階級胸章左右各3細金帶，常服肩/袖章3細金帶，相當於海軍上士），執行與水流號隨時起錨出航救人的使命。當中，認識到船長勝田孝太郎（二等海上保安監，階級胸章左右各4粗金帶，常服肩/袖章4粗金帶，相當於海軍上校艦長）、隊長下川嵓（一等海上保安正，階級胸章左右各1粗1細1粗金帶，常服肩/袖章1粗1細1粗金帶，相當於海軍少校副艦長）、拍檔池澤真樹（三等海上保安正，階級胸章左右各1粗金帶，常服肩/袖章1粗金帶，相當於海軍少尉）等等，一起經歷第一次救人、因遇難者家屬的一句話差點令眾人放棄、與遇難者家屬之間的關係、追蹤神秘武裝船隻並奉令開火還擊、貨輪劫持事件中失去拍檔（池澤真樹遭槍擊殉職）與親眼見證水流號老舊除役，並售與菲律賓海防隊等等事件，加上與環菜感情上的波折，令仙崎大輔於此劇中遇到各種考驗並成長。

### 演員
| - 伊藤英明 飾 仙崎大輔（香港配音：雷霆） - 加藤 愛 飾 伊沢環菜（香港配音：張頌欣） - 仲村 亨 飾 池澤真樹（香港配音：陳欣） - 夏八木勳 飾 勝田孝太郎 香港配音：梁志達） - 時任三郎 飾 下川嵓（香港配音：潘文柏） - 佐藤隆太 飾 吉岡哲也（香港配音：陳卓智） - 三宅弘城 飾 別所健次郎 | - 坂本 真 飾 永島康太（香港配音：李致林） - 平山祐介 飾 山路拓海 - 芳本美代子飾 池澤尚子 - 渡邊典子 飾 園部美由紀 - 鈴木一真 飾 冬柴康介（香港配音：黃啟昌） - 佐藤仁美 飾光森千佳（香港配音：周文瑛） |

## 電影《海猿2—Limit of Love》

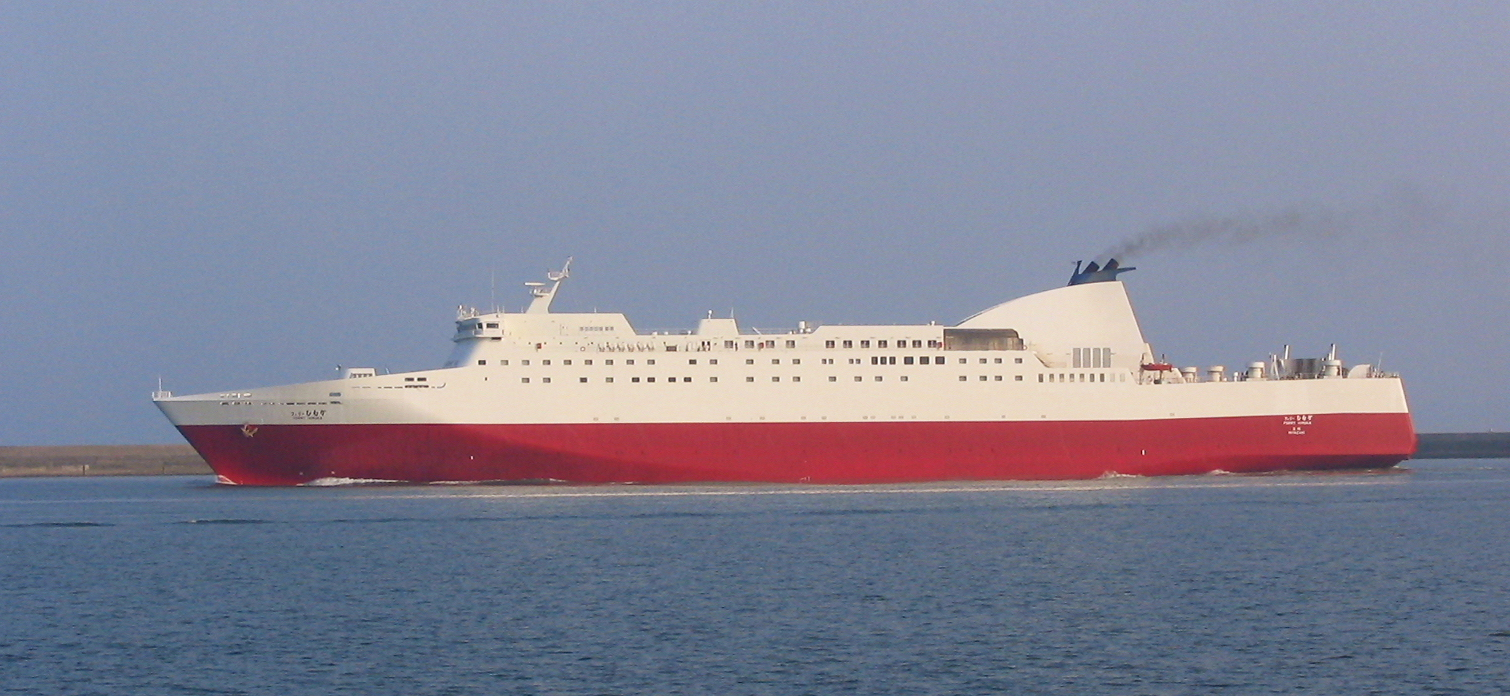
拍攝用的郵輪「フェリーひむか」號

港譯：終極海難。承接電視劇版，海猿再次推出電影版，並於2006年上映。

### 故事簡介
水流號除役後，船員都各散東西，仙崎大輔與吉岡哲也一同編往鹿兒島機動救難隊。伊沢環菜到鹿兒島希望與仙崎大輔談論婚禮的事宜，但仙崎大輔卻表示仍未有結婚的打算，令環菜感到失望，並乘搭遊輪離開。恰巧，她乘搭的船觸礁入水，更有機會沉沒；仙崎奉命到場協助救緩，遇到環菜，並說下一句：我會最後一個離開。此句說話令到岸後的環菜擔心不已。水流號潛水隊隊長下川嵓調往霞關後（晉升為三等海上保安監 （页面存档备份，存于），相當於海軍中校階層），被指令擔任此次災難的控制主任，協助仙崎離開將要沉沒的船隻。

### 演員
| - 伊藤英明 飾 仙崎大輔（香港配音：雷霆） - 加藤 愛 飾 伊沢環菜（香港配音：張頌欣） - 時任三郎 飾 下川嵓（香港配音：潘文柏） - 佐藤隆太 飾 吉岡哲也（香港配音：陳卓智） | - 大塚寧寧 飾 本間惠（香港配音：梁少霞） - 吹越滿 飾 海老原真一（香港配音：翟耀輝） - 淺見麗奈 飾 乙部志保里（香港配音：朱妙蘭） - 津田寬治 飾 三澤圭介（香港配音：李致林） |

主題曲 伊藤由奈 Precious

## 電影《海猿3:最終話—The Last Message》
於2010年上映。
第三集仙崎與環菜結婚兩年多，兒子大洋出生才幾個月，兩人即將度過有小孩以來第一個結婚紀念日。
故事剛開始仙崎為了結婚紀念日忙著錄音錄影布置著一切。而後接到一起天然氣探勘平台"尼加雅"意外而出任務。
為因應即將到來的強烈颱風，原本的任務除了撤離平台人員外，還有護送探勘平台設計者櫻木先生進入平台將探勘平台關機，以度過颱風。
沒想到探勘平台損傷比預估嚴重為了防止底層火災延燒到最上層的天然氣汽缸造成毀滅性的大爆炸，櫻木先生啟動分層活門進行隔離。
這使的櫻木先生與兩位未撤離的人員以及仙崎和一位菜鳥潛水士服部被滯留在平台上。
經過一連串的意外為了防止汽缸爆炸仙崎與服部必須將探勘平台弄沉。仙崎的腿在任務中受傷無法逃脫，而探勘平台正在沉沒當中。颱風過後所有海上保安官出動救援....
而環菜一人在家看著仙崎為結婚紀念日布置的一切，聽著海猿娃娃內的最後一段留言...

演員
- 伊藤英明 飾 仙崎大輔（香港配音：雷霆）
- 加藤愛 飾 仙崎環菜（香港配音：張頌欣）
- 佐藤隆太 飾 吉岡哲也（香港配音：陳卓智）
- 三浦翔平 飾 服部拓也（香港配音：劉奕希）
- 時任三郎 飾 下川嵓（香港配音：潘文柏）
- 加藤雅也 飾 櫻木浩一郎
- 吹石一惠 飾 西澤夏（香港配音：程文意）
- 濱田岳 飾 木嶋久米夫（香港配音：李致林）
- 香里奈 飾 松原繪里加（香港配音：曾秀清）
- 勝村政信 飾 遠藤翔太（香港配音：蔡德鈞）
- 鶴見辰吾 飾 吉森久貴
- 石黑賢 飾 北尾勇
- 海東健 飾 三島優二

主題曲
EXILE  「もっと強く」

## 電影《海猿：東京灣空難 》(Brave Hearts)

### 劇情
參與超級海上鑽油台「尼加雅」救援行動之後兩年，隊長仙崎大輔（伊藤英明 飾）與後輩吉岡（佐藤隆太 飾），成功從1萬3千名海上保安員中脫穎而出，入選只有36個名額、由各地精英組成的「特殊救難隊」，開始執行最前線、最高難度的海難救援工作。故事開始首先以一場在仙崎家的晚飯介紹了吉岡的空姐女友矢部美香（仲里依紗 飾），隨後發生了本作的第一個海難-貨櫃船事件，在沒有成功救援最後一位受難者的情況下帶出了本集的主題-救人需要的是高超技術與冷靜判斷，途中穿插了吉岡對美香求婚失敗的支線劇情。接下來進入本次的主要事故，一架波音民航客機，突然因兩具引擎着火，發生飛機偏離航道難以控制的情況，全機乘客和機組人員共346條人命生死未卜，而美香正在這座飛機上，好不容易機長將飛機修正回東京準備進行緊急降落時，又發生了起落架故障導致不能迫降的問題。似乎以機腹迫降是唯一的選項，但是勢必會引起火災造成傷亡，最後下川提議迫降海面的計畫，一方面避免火災另一方面不會危及路上的民居與建築設施，但飛機僅能在海面漂浮20分鐘。在獲得機長支持同意後隨即進行各項措施的整備狀態一場聯合海上保安廳、警察廳、消防隊的救援計畫開始展開，也有不少民航船、護理學院、醫院等單位自願性的加入救援行列在港口搭建起臨時醫護所。機長驚險的海面迫降雖然成功，但機體也因此斷成了兩截。特殊救難隊面臨史上最艱難考驗20分鐘內拯救346條人命！本集劇情集中於前段機頭駕駛艙中的機長與後段機尾的美香。仙崎前往駕駛艙但機長的腳被儀表板卡住無法於機頭下沉前脫困，最後利用氧氣面罩和切割設備在水下讓機長脫困後救援成功。而美香在吉岡的救援下也在機尾沉沒前驚險的脫困成功，但吉岡本身卻來不及脫出而跟著機尾下沉到60公尺深的東京灣底，而正規的潛水救援最多只能潛到45公尺，正當大家懷著悲傷與絕望認為吉岡必死無疑的時候，仙崎仍然維持著不放棄的心要求了極深度潛水的許可，當仙崎與前輩一起進入海底的機尾時，發現吉岡利用了飛機的呼吸器確保了呼吸，最後仙崎與前輩將吉岡救起，在歡呼與驚嘆中呼應了本集一開始的主題原來救人需要的不止是高超技術與冷靜判斷最重要的是還要有不放棄的救人之心。最後美香哭著跟吉岡訴說著以前父母離婚與隱埋著自己也離過婚的過去，因此才會拒絕吉岡的求婚，在吉岡承諾會給美香幸福的人生後本集電影也進入了尾聲。片尾依據傳統仍然穿插著過去的電影、日劇與花絮畫面，很有一看的價值。

演員
- 伊藤英明 飾 仙崎大輔（香港配音：陳廷軒）
- 加藤愛 飾 仙崎環菜（香港配音：張頌欣）
- 佐藤隆太 飾 吉岡哲也（香港配音：陳卓智）
- 仲里依紗 飾 矢部美香（香港配音：梁少霞）
- 三浦翔平 飾 服部拓也（香港配音：劉奕希）
- 平山浩行 飾 村松貴史（香港配音：招世亮）
- 時任三郎 飾 下川嵓（香港配音：潘文柏）
- 矢島健一 飾 伊勢原幸二
- 蛍雪次朗 飾 堂上進二郎
- 神保悟志 飾 角倉大吾（香港配音：葉振聲）
- 平山祐介 飾 山路拓海
- 東根作寿英 飾 三井邦明（香港配音：劉昭文）
- 窪塚俊介 飾 辻修平
- 伊原剛志 飾 嶋一彦（香港配音：陳欣）
- 濱田龍臣 飾 池永俊介（香港配音：羅孔柔）
- 大山連斗 飾 仙崎大洋

主題曲
- シェネル - ビリーヴ / Che'Nelle - Believe

## 電影票房
|       | 電影片名                       | 公開日        | 票房       | 觀客動員數 （単位：萬人） |
| ----- | ------------------------------ | ------------- | ---------- | ------------------------- |
| 第1作 | 海猿 ウミザル                  | 2004年6月12日 | 17.4億日幣 | 131萬                     |
| 第2作 | 海猿2—Limit of Love            | 2006年5月6日  | 71億日幣   | 535萬                     |
| 第3作 | 海猿3D:最終話—The Last Message | 2010年9月18日 | 80.4億日幣 | 537萬                     |
| 第4作 | 海猿：東京灣空難               | 2012年7月13日 | 73.3億日幣 | 575萬                     |
|       |                                |               |            | 累計動員數:17.780,000     |

## 作品的變遷
| 日本富士電視台系列 火九連續劇         | 日本富士電視台系列 火九連續劇            | 日本富士電視台系列 火九連續劇 |
| ------------------------------------- | ---------------------------------------- | ----------------------------- |
|                                       | 海猿 Evolution （2005.7.5 - 2005.9.13）  |                               |
| 離婚女律師2 （2005.4.19 - 2005.6.28） | 一公升的眼淚 （2005.10.11 - 2005.12.20） |                               |

| 香港無綫電視翡翠台 星期六晚 | 香港無綫電視翡翠台 星期六晚                  | 香港無綫電視翡翠台 星期六晚 |
| --------------------------- | -------------------------------------------- | --------------------------- |
|                             | 海猿 Evolution （2007.01.27 - 2007.04.14）   |                             |
| ---                         | 白色巨塔（台灣版） （2007.4.21 - 2007.8.5 ） |                             |

| 臺灣JET日本台 超人氣偶像劇 週一至週四22:00至23:00 | 臺灣JET日本台 超人氣偶像劇 週一至週四22:00至23:00 | 臺灣JET日本台 超人氣偶像劇 週一至週四22:00至23:00 |
| ------------------------------------------------- | ------------------------------------------------- | ------------------------------------------------- |
|                                                   | 海猿 Evolution （2007.09.10 - 2007.09.26）        |                                                   |
| GOOD LUCK!! （2007.8.22 - 2007.09.07）            | 鑽石女郎 （2007.9.27 - ）                         |                                                   |

## 外部連結
- 《海猿》電影日文官方網站
- 《海猿2 Limit of Love》電影日文官方網站
- 《海猿最後完結篇 The Last Message》電影日文官方網站
- 《海猿》電影TVB網頁
- 《海猿》電視劇TVB網頁
- 海猿3:最後的訊息電影官方網站